# Coppa dei Campioni 1997-1998 (pallavolo femminile)
La Coppa dei Campioni di pallavolo femminile 1997-1998 è stata la 38ª edizione del massimo torneo pallavolistico europeo per squadre di club; iniziata con la fase ad eliminazione diretta a partire dall'11 ottobre 1997, si è conclusa con la final-four, il 15 marzo 1998. Alla competizione hanno partecipato 27 squadre e la vittoria finale è andata per la prima volta al Dubrovnik.

## Squadre partecipanti
| - VakıfBank - Bergamo - RATB Bucarest - Castêlo da Maia - Dubrovnik - Eger - Herentals - Holte - Calisia | - Koper - BTV Lucerna - Iskra Luhans'k - OK Lukavac - Mamer - Münster - Amkodor Minsk - Oriveden Ponnistus - Olymp Praha | - Riom - Rabotnički - Levski Sofia - Tenerife - Jedinstvo Užice - Post Wien - Vrilīssiōn - Vughtse - SK ZU Zilina |

## Prima fase

### Squadre qualificate
- Holte
- BTV Lucerna
- Rabotnički

## Seconda fase

### Squadre qualificate
- RATB Bucarest
- Dubrovnik
- Calisia
- BTV Lucerna
- Olymp Praha
- Levski Sofia
- Tenerife
- Jedinstvo Užice

## Fase a gironi

### Gironi
| Girone A                                                                                    | Girone B                                                                     |
| ------------------------------------------------------------------------------------------- | ---------------------------------------------------------------------------- |
| VakıfBank Bergamo Calisia Iskra Luhans'k BTV Lucerna Olymp Praha Jedinstvo Užice Vrilīssiōn | RATB Bucarest Dubrovnik Münster Riom Levski Sofia Tenerife Post Wien Vughtse |

## Final-four

### Finali 1º e 3º posto
|  | Semifinali | Semifinali | Semifinali |           |           | Finale             | Finale             | Finale             |  |
|  |            |            |            |           |           |                    |                    |                    |  |
|  | Bergamo    | Bergamo    | 2          |           |           |                    |                    |                    |  |
|  | Bergamo    | Bergamo    | 2          |           |           |                    |                    |                    |  |
|  | Dubrovnik  | Dubrovnik  | 3          |           |           |                    |                    |                    |  |
|  | Dubrovnik  | Dubrovnik  | 3          |           | VakıfBank | VakıfBank          | 0                  |                    |  |
|  |            |            |            |           | VakıfBank | VakıfBank          | 0                  |                    |  |
|  |            |            | Dubrovnik  | Dubrovnik | 3         |                    |                    |                    |  |
|  | Riom       | Riom       | Dubrovnik  | Dubrovnik | 3         | 0                  |                    |                    |  |
|  | Riom       | Riom       |            |           |           | 0                  |                    |                    |  |
|  | VakıfBank  | VakıfBank  | 3          |           |           | Finale 3º/4º posto | Finale 3º/4º posto | Finale 3º/4º posto |  |
|  | VakıfBank  | VakıfBank  | 3          |           |           |                    |                    |                    |  |
|  |            |            |            |           |           |                    |                    |                    |  |
|  |            |            |            |           |           | Riom               | Riom               | 2                  |  |
|  |            |            |            |           |           | Riom               | Riom               | 2                  |  |
|  |            |            |            |           |           | Bergamo            | Bergamo            | 3                  |  |